# Corinna Scheurle
Corinna Scheurle (*1991, Badenweiler v Markgräflerlandu) je německá mezzosopranistka.

## Život
Corinna Scheuerle pochází z německo-maďarské hudebnické rodiny. Studovala na Bavorské divadelní akademii Augusta Everdinga v Mnichově u profesorky Christiane Ivenové. Je stipendistkou Wagnerova spolku ve Vorarlbersku.
Od roku 2017 byla členkou Mezinárodního operního studia v berlínské Opeře Unter den Linden a v roce 2019 přešla do souboru Bavorské státní opery v Mnichově. Dále vystupovala na festivalu v Bregenzu, v Komorní opeře Rheinsberg, na festivalu v Baden-Badenu (s CD produkcí Deutsche Grammophon) a na tyrolském festivalu Erl. Scheurle je stálou členkou souboru Státního divadla v Norimberku od roku 2021.
Spolupracovala také s dalšími orchestry jako Staatskapelle Berlin, Bavorský státní orchestr, orchestr Komische Oper Berlin, Vorarlberský symfonický orchestr, Kammerakademie Potsdam, Chamber Orchestra of Europe, Mnichovský rozhlasový orchestr a komorní formace Orchestr NDR v Labské filharmonii.
V roce 2024 vystupovala v pražské Státní opeře v roli Bianky v koncertním provedení jednoaktové opery „Florentinská tragédie“ Alexandera Zemlinského v rámci česko-německého hudebního projektu Musica non grata.
Jako zpěvačka písní se Scheurle objevil v mnichovském Hidalgu, v Konzerthaus Berlin, v Mendelssohnově domě v Lipsku, v Opeře Lille, berlínském Piano Salon Christophori, v Schattenburg Feldkirch, ve Vorarlberském muzeu v Bregenzi a v Chopinově společnosti v Literaturhaus Darmstadt.
Pravidelně spolupracuje s písňovými klavíristy Akemi Murakamiovou a Klarou Hornigovou.

## Role
- Agni („Koperník“, Claude Vivier)
- Annina („La traviata“, Giuseppe Verdi)
- Carmen („Carmen“, Georges Bizet)
- Inès („Trubadúr“, Giuseppe Verdi)
- Kuchtík („Rusalka“, Antonín Dvořák)
- Lucienne („Mrtvé město“, Erich Wolfgang Korngold)
- Marcellina („Figarova svatba“, Wolfgang Amadeus Mozart)
- Mercédès ("Carmen“, Georges Bizet)
- Octavianus („Růžový kavalír“, Richard Strauss)
- Ruggiero („Alcina“, George Frideric Handel)
- Písečný skřítek („Jeníček a Mařenka“, Engelbert Humperdinck)
- Tisbe („Popelka“, Gioachino Rossini)
- Druhá společnice („Médéa“, Luigi Cherubini)
- Druhá dáma („Kouzelná flétna“, Wolfgang Amadeus Mozart)
- Bianca („Florentinská tragédie“, Alexander Zemlinsky)

## Ocenění
- 2018: Cena Asociace německých učitelů zpěvu v rámci Spolkové pěvecké soutěže v Berlíně
- 2017: První vítěz Gasteig Musikpreis
- 2015: Semifinalistka mezinárodní pěvecké soutěže Nové hlasy

## Diskografie
- „Mrtvé město“ od Ericha Wolfganga Korngolda. Dirigent: Kirill Petrenko s Bavorským státním orchestrem. Sólisté: Jonas Kaufmann, Marlis Petersen, Andrzej Filończyk, Jennifer Johnstonová, Mirjam Mesaková, Corinna Scheurle, Manuel Günther, Dean Power. Režie: Simon Stone. Nahrávky Bavorské státní opery, Naxos, 2021
- „Kouzelná flétna“ od Wolfganga Amadea Mozarta. Dirigent: Yannick Nézet-Séguin s Chamber Orchestra of Europe a Komorní sbor RIAS. Sólisté: Rolando Villazón, Regula Mühlemannová, Franz-Josef Selig, Albina Šagimuratovová, Christiane Kargová, Klaus Florian Vogt, Paul Schweinster, Tareq Nazmi, Levy Sekgapane, Douglas Williams, Johanni van Oostrum, Corinna Scheurle, Claudia Huckle. Produkce: Deutsche Grammophon, 2019